# Lee Remick
Lee Ann Remick (Quincy, Massachusetts, 14 de diciembre de 1935-Los Ángeles, 2 de julio de 1991) fue una actriz de cine, teatro y televisión estadounidense.

## Biografía
Nació en Quincy, población cercana a Boston, en el estado de Massachusetts. Sus padres se divorciaron cuando tenía aún pocos años y fue a vivir con su madre a Nueva York. En el colegio tomó clases de actuación y después estudió interpretación en el Barnard College y en el famoso Actor's Studio. Terminados sus estudios comenzó a trabajar en el teatro y también en televisión.
En 1957 consiguió su primer papel en el cine, en la película Un rostro en la multitud, de Elia Kazan. Después participó en otro éxito, The Long, Hot Summer (El largo y cálido verano).
En 1959 se convirtió en estrella a raíz de su papel de protagonista junto a James Stewart en Anatomía de un asesinato, de Otto Preminger. En 1962 obtuvo una nominación al Oscar como mejor actriz principal por su papel de esposa que es empujada por su marido hacia el alcoholismo en Días de vino y rosas de Blake Edwards, con Jack Lemmon.
En 1963 protagonizó la película The Running Man (El precio de una muerte) junto al actor británico Laurence Harvey. Sobre esta película se generó una leyenda urbana en Hollywood que decía que su fracaso comercial fue debido a que se había estrenado más o menos en los días del asesinato del Presidente John F. Kennedy y estaba interpretada por una actriz de nombre Lee y un actor de apellido Harvey.
En 1966 triunfa en Broadway encabezando el elenco de la obra Wait Until Dark en una producción dirigida por Arthur Penn y que luego sería llevada al cine con Audrey Hepburn en el mismo papel.
Después de participar en otras películas de cine y también de televisión, en 1970 Remick se fue a vivir a Inglaterra, donde participó en varias películas. En 1976 es de especial recuerdo su papel como la esposa del embajador Robert Thorn interpretado por Gregory Peck en el popular y clásico film de terror La profecía.
De regreso en los Estados Unidos, formó en 1988 una propia compañía productora con dos socios, uno de los cuales fue el conocido actor James Garner. En los últimos años se dedicó sobre todo a la televisión, para la que hizo películas y miniseries. Más de la mitad de los filmes en los que intervino a lo largo de su carrera fueron para la televisión, medio en el que fue una actriz especialmente popular y apreciada.
Estuvo casada en dos ocasiones. La primera con Bill Colleran durante once años, tras los cuales se divorció. La segunda con Kip Gowans durante 21 años. De su primer matrimonio Remick tuvo dos hijos.
Falleció en Los Ángeles el 15 de julio de 1991 a los 55 años de edad, afectada de cáncer de hígado y renal.

## Filmografía
- A Face in the Crowd (1957)
- The Long, Hot Summer (1958)
- Anatomía de un asesinato (1959)
- These Thousand Hills (1959)
- Wild River (1960)
- Sanctuary (1961)
- Días de vino y rosas (1962)
- Experiment in Terror (1962)
- The Wheeler Dealers (1963)

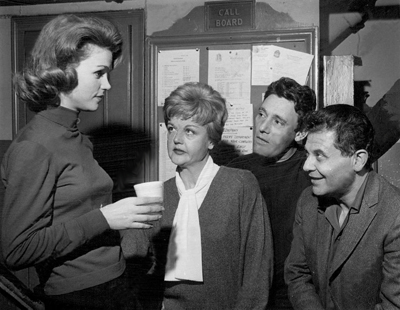
Lee Remick, Angela Lansbury, Harry Guardino y Herbert Greene en Anyone Can Whistle.

- The Running Man, de Carol Reed  (1963)
- The Hallelujah Trail (1965)
- Baby the Rain Must Fall (1965)
- El detective (1968)
- No Way to Treat a Lady (1968)
- Hard Contract (1969)
- Loot (1970)
- A Severed Head (1970)
- Casta invencible (1971)
- A Delicate Balance (1973)
- Touch Me Not (Una secretaria para matar, 1974)
- QB VII (1974)
- Jaque a la reina (Hennessy) (1975)
- La profecía .... Katherine Thorn (1976)
- Telefon (1977)
- The Medusa Touch  .... Dra. Zonfeld (1978)
- The Europeans (1979)
- Tribute (1980)
- The Competition (1980)
- Emma's War (1986)
- The Vision (1987)

## Premios y nominaciones
Premios Óscar
| Año  | Categoría    | Trabajo nominado     | Resultado |
| ---- | ------------ | -------------------- | --------- |
| 1963 | Mejor actriz | Días de vino y rosas | Nominada  |

Festival Internacional de Cine de San Sebastián
| Año  | Categoría                         | Película             | Resultado |
| ---- | --------------------------------- | -------------------- | --------- |
| 1963 | Concha de Plata a la mejor actriz | Días de vino y rosas | Ganadora  |